# الینی بنکس اسپراوس
الینی بنکس اسپراوس (انگلیسی: Alline Banks Sprouse; ۲۶ ژوئن ۱۹۲۱ – ۱۱ مارس ۲۰۱۸) بازیکن بسکتبال اهل ایالات متحده آمریکا بود.